# Ateista és Agnosztikus Klub
Az Ateista és Agnosztikus Klub egy 2007 júniusában Brendel Mátyás által kezdeményezett, nem bejegyzett klub ateistáknak és agnosztikusoknak.
A klub manifesztuma szerint:
„Az Ateista és Agnosztikus Klub alap szerveződési elve, hogy a tagok igényei szerint épüljön, és ezen motivációk közvetlenül hozzák létre a klub formáját. Nem egy felülről erőltetett szerveződés, és nem egy olyan társaság, ami önmaga céljából létezik, hanem azért, mert a tagok igénylik.”
A Szkeptikus Társasággal együtt  előadások közül a legjelentősebb talán  2007. december 12- én hangzott el Szalai Miklóstól „A hitetlenségből vett ateista érv” címmel.
A klub több nyilatkozatot adott ki, egyelőre leginkább az MTA elnökeinek szekuláris elveket sértő tevékenységeiről.